# Canton de Saint-Georges-en-Couzan
Le canton de Saint-Georges-en-Couzan est une ancienne division administrative française située dans le département de la Loire et la région Rhône-Alpes.

## Géographie
Ce canton était organisé autour de Saint-Georges-en-Couzan dans l'arrondissement de Montbrison. Son altitude variait de 396 m (Sail-sous-Couzan) à 1 640 m (Sauvain) pour une altitude moyenne de 880 m.

## Représentation

### Conseillers d'arrondissement (de 1833 à 1940)
| Période                                  | Période          | Identité                         | Étiquette            | Qualité |
| ---------------------------------------- | ---------------- | -------------------------------- | -------------------- | --- |
| 1833                                     | 1836             | Philippe Marie Dulac (1782-1858) |                      | Avoué et juge à Montbrison                                                                                  |
| 1836                                     | 1848             | Mathieu Rouë (1801-1870)         |                      | Propriétaire à Sauvain                                                                                      |
|                                          |                  |                                  |                      | |
| 1870                                     | 1892             | Antoine Marie Charles Puy        | Conservateur         | Maire de Saint-Georges-en-Couzan                                                                            |
| 1892                                     | 1897 (démission) | M. Moulin                        |                      | |
|                                          |                  |                                  |                      | |
|                                          | 1928             | Joseph Valézy                    | Radical              | Maire de Chalmazel                                                                                          |
| 1928                                     | 1940             | Antoine Massacrier               | Républicain national | Maire de Saint-Bonnet-le-Courreau                                                                           |
| 1940                                     |                  |                                  |                      | Les conseils d'arrondissement ont été suspendus par la loi du 12 octobre 1940 et n'ont jamais été réactivés |
| Les données manquantes sont à compléter. |                  |                                  |                      | |

### Conseillers généraux de 1833 à 2015
| Période | Période           | Identité                                                   | Étiquette      | Qualité |
| ------- | ----------------- | ---------------------------------------------------------- | -------------- | --- |
| 1833    | 1839              | Jacques Recorbet (1761-1843)                               |                | Avocat puis juge au Tribunal civil Propriétaire à Montbrison |
| 1839    | 1842              | Benoît Désarnaud                                           |                | Maire de Montbrison (1838-1842) |
| 1842    | 1848              | Claude Michel Antoine Lambert                              |                | Juge au Tribunal civil de Montbrison |
| 1848    | 1852              | Jean-Marie Charlat                                         |                | Notaire, propriétaire, maire de Saint-Bonnet-le-Courreau |
| 1852    | 1861              | François Souchon du Chevalard                              |                | Propriétaire du château de Beaurevert à Mornand |
| 1861    | 1864              | M. Lafay                                                   |                | Propriétaire |
| 1864    | 1867              | François Souchon du Chevalard                              |                | Propriétaire du château de Beaurevert à Mornand |
| 1867    | 1871              | Joseph Michel Vincent Delaroa                              |                | Chef de bureau au Ministère de l'Intérieur |
| 1871    | 1875              | Gilbert Bertrand                                           |                | Docteur-médecin, maire de Sail-sous-Couzan |
| 1875    | 1880              | Vicomte Alfred de Meaux                                    | Droite         | Conseiller municipal de Montbrison Député (1871-1876) - Sénateur (1876-1879) Ministre (1875, 1876, 1877)                                                          |
| 1880    | 1886              | Henri Mathieu Dupuy                                        | Républicain    | Pharmacien, maire de Montbrison (1884-1887) |
| 1886    | 1892              | Jules Souchon du Chevalard (fils de François du Chevalard) | Droite         | Propriétaire, maire de Mornand |
| 1892    | 1898              | Jean-Gilbert Bertrand                                      | Républicain    | Médecin à Sail-sous-Couzan |
| 1898    | 1899 (démission)  | Louis Lépine                                               | Républicain    | Avocat puis préfet Gouverneur général de l'Algérie (1897-1899) Préfet de Police de la Seine Propriétaire à Sauvain                                                |
| 1899    | 1904              | Jean-Gilbert Bertrand                                      | Républicain    | Médecin à Sail-sous-Couzan |
| 1904    | 1905 (décès)      | Jean Reynaud (1859-1905)                                   | Républicain    | Boulanger, négociant en vins à Saint-Bonnet-le-Courreau |
| 1905    | 1911 (annulation) | Jean Reynaud                                               | Républicain    | Négociant Conseiller municipal de Saint-Bonnet-le-Courreau |
| 1911    | 1928              | Antoine Puy                                                | Act.lib.       | Notaire - Maire de Saint-Georges-en-Couzan |
| 1928    | 1940              | Joseph Valézy                                              | Rad.           | Maire de Chalmazel (1922-1962), conseiller d'arrondissement Nommé conseiller départemental en 1943                                                                |
|         |                   |                                                            |                | |
| 1945    | 1961              | Joseph Valézy                                              | Rad.           | Maire de Chalmazel |
| 1961    | 1973              | Pierre Chevallard                                          | CNIP           | Maire de Saint-Georges-en-Couzan (1934-1975) |
| 1973    | 1998              | Barthélemy Moulin                                          | RI puis UDF-PR | Agriculteur Maire de Saint-Bonnet-le-Courreau (1971-1995) Vice-Président du Conseil Général (1985-1991), député suppléant d'Henri Bayard (1978-1986 et 1988-1993) |
| 1998    | 2011              | François Combes                                            | DVD puis UMP   | Médecin Conseiller municipal de Sail-sous-Couzan (?-2008) |
| 2011    | 2015              | Joël Epinat                                                | DVD            | Agriculteur propriétaire-exploitant Maire de Saint-Bonnet-le-Courreau (2001-En cours)                                                                             |

## Composition
Le canton de Saint-Georges-en-Couzan groupait neuf communes et comptait 3 760 habitants (recensement de 2007 population municipale).
| Communes                 | Population (2012) | Code postal | Code Insee |
| ------------------------ | ----------------- | ----------- | ---------- |
| Chalmazel                | 453               | 42920       | 42039      |
| Châtelneuf               | 319               | 42940       | 42054      |
| Jeansagnière             | 88                | 42920       | 42114      |
| Palogneux                | 51                | 42990       | 42164      |
| Sail-sous-Couzan         | 969               | 42890       | 42195      |
| Saint-Bonnet-le-Courreau | 735               | 42940       | 42205      |
| Saint-Georges-en-Couzan  | 424               | 42990       | 42227      |
| Saint-Just-en-Bas        | 311               | 42990       | 42247      |
| Sauvain                  | 410               | 42990       | 42298      |

## Démographie
| 1962  | 1968  | 1975  | 1982  | 1990  | 1999  | 2006  | 2011  | 2012  |
| ----- | ----- | ----- | ----- | ----- | ----- | ----- | ----- | ----- |
| 5 944 | 5 651 | 5 134 | 4 727 | 4 201 | 3 838 | 3 794 | 3 675 | 3 662 |